# 第21回クリティクス・チョイス・アワード
第21回クリティクス・チョイス・アワードは、2015年の映画を対象としており、2015年1月15日にノミネートが発表され、2016年1月17日に受賞が発表された。

## ノミネート一覧

### 作品賞
- 『スポットライト 世紀のスクープ』
  - 『マネー・ショート 華麗なる大逆転』
  - 『ブリッジ・オブ・スパイ』
  - 『ブルックリン』
  - 『キャロル』
  - 『マッドマックス 怒りのデス・ロード』
  - 『オデッセイ』
  - 『レヴェナント: 蘇えりし者』
  - 『ルーム』
  - 『ボーダーライン』

### 監督賞
- ジョージ・ミラー - 『マッドマックス 怒りのデス・ロード』
  - トッド・ヘインズ - 『キャロル』
  - アレハンドロ・ゴンサレス・イニャリトゥ - 『レヴェナント: 蘇えりし者』
  - トム・マッカーシー - 『スポットライト 世紀のスクープ』
  - リドリー・スコット - 『オデッセイ』
  - スティーヴン・スピルバーグ - 『ブリッジ・オブ・スパイ』

### 主演男優賞
- レオナルド・ディカプリオ - 『レヴェナント: 蘇えりし者』
  - ブライアン・クランストン - 『トランボ ハリウッドに最も嫌われた男』
  - マット・デイモン - 『オデッセイ』
  - ジョニー・デップ - 『ブラック・スキャンダル』
  - マイケル・ファスベンダー - 『スティーブ・ジョブズ』
  - エディ・レッドメイン - 『リリーのすべて』

### 主演女優賞
- ブリー・ラーソン - 『ルーム』
  - ケイト・ブランシェット - 『キャロル』
  - ジェニファー・ローレンス - 『ジョイ』
  - シャーロット・ランプリング - 『さざなみ』
  - シアーシャ・ローナン - 『ブルックリン』
  - シャーリーズ・セロン - 『マッドマックス 怒りのデス・ロード』

### 助演男優賞
- シルベスター・スタローン - 『クリード チャンプを継ぐ男』
  - ポール・ダノ - 『ラブ＆マーシー 終わらないメロディー』
  - トム・ハーディ - 『レヴェナント: 蘇えりし者』
  - マーク・ラファロ - 『スポットライト 世紀のスクープ』
  - マーク・ライランス - 『ブリッジ・オブ・スパイ』
  - マイケル・シャノン - 『ドリーム ホーム 99%を操る男たち』

### 助演女優賞
- アリシア・ヴィキャンデル - 『リリーのすべて』
  - ジェニファー・ジェイソン・リー - 『ヘイトフル・エイト』
  - ルーニー・マーラ - 『キャロル』
  - レイチェル・マクアダムス - 『スポットライト 世紀のスクープ』
  - ヘレン・ミレン - 『トランボ ハリウッドに最も嫌われた男』
  - ケイト・ウィンスレット - 『スティーブ・ジョブズ』

### 若手男優・女優賞
- ジェイコブ・トレンブレイ - 『ルーム』
  - エイブラハム・アッター - 『ビースト・オブ・ノー・ネーション』
  - RJ・サイラー - 『ぼくとアールと彼女のさよなら』
  - シャミーク・ムーア - 『DOPE/ドープ!!』
  - マイロ・パーカー - 『Mr.ホームズ 名探偵最後の事件』

### アンサンブル演技賞
- 『スポットライト 世紀のスクープ』
  - 『マネー・ショート 華麗なる大逆転』
  - 『ヘイトフル・エイト』
  - 『ストレイト・アウタ・コンプトン』

### オリジナル脚本賞
- トム・マッカーシー、ジョシュ・シンガー - 『スポットライト 世紀のスクープ』
  - イーサン・コーエン、ジョエル・コーエン、マット・チャーマン - 『ブリッジ・オブ・スパイ』
  - アレックス・ガーランド - 『エクス・マキナ』
  - クエンティン・タランティーノ - 『ヘイトフル・エイト』
  - ジョシュ・クーリー、メグ・レフォーブ、ピート・ドクター - 『インサイド・ヘッド』

### 脚色賞
- チャールズ・ランドルフ、アダム・マッケイ - 『マネー・ショート 華麗なる大逆転』
  - ニック・ホーンビィ - 『ブルックリン』
  - ドリュー・ゴダード - 『オデッセイ』）
  - エマ・ドナヒュー - 『ルーム』
  - アーロン・ソーキン - 『スティーブ・ジョブズ』

### アニメーション映画賞
- 『インサイド・ヘッド』
  - 『アノマリサ』
  - 『アーロと少年』
  - 『I LOVE スヌーピー THE PEANUTS MOVIE』
  - 『映画 ひつじのショーン バック・トゥ・ザ・ホーム』

### 外国語映画賞
- 『サウルの息子』
  - 『黒衣の刺客』
  - 『グッドナイト・マミー』
  - 『裸足の季節』
  - 『セカンドマザー』

### ドキュメンタリー映画賞
- 『AMY エイミー』
  - 『カルテル・ランド』
  - 『ゴーイング・クリア: サイエントロジーと信仰という監禁』
  - 『わたしはマララ』
  - 『ルック・オブ・サイレンス』
  - 『マイケル・ムーアの世界侵略のススメ』